# Поштовий союз (журнал, Харків)
Поштовий союз (в оригінальному написанні — Почтовый Союзъ; фр. Union postale) — журнал, який являв собою російський варіант офіційного періодичного видання Міжнародного бюро Загального поштового союзу (з 1878 року — Всесвітнього поштового союзу) в Берні і випускався в 1870-х — 1880-х роках в Харкові.

## Історія та опис
Російська імперія була серед перших держав, які утворили в 1874 році Загальний поштовий союз (ВПС). Нова організація, в особі його Міжнародного бюро, приступила до видання друкованого органу, «Union postale». Кілька перших років видання (з перервами) офіційний журнал ВПС друкувався російською мовою.
Журнал видавався щомісячними випусками. Публікувався в Харкові під редакцією К. Г. Радченко.
У російському перекладі з'явилося чотири томи цього журналу:
- том I (здвоєний, 1875—1876),
- том II (1877),
- том VIII (1883) та
- том IX (1884).

Крім того, відомо, що в 1904 році російською мовою виходив також журнал «Всесвітній поштовий союз».